# (1588) Descamisada
(1588) Descamisada es un asteroide que forma parte del cinturón de asteroides y fue descubierto el 27 de junio de 1951 por Miguel Itzigsohn desde el Observatorio Astronómico de La Plata, Argentina.

## Designación y nombre
Descamisada recibió inicialmente la designación de 1951 MH.
Más adelante se nombró así por la palabra en español de igual significado, en referencia a la política argentina Eva Perón.

## Características orbitales
Descamisada orbita a una distancia media de 3,029 ua del Sol, pudiendo acercarse hasta 2,809 ua. Tiene una excentricidad de 0,07251 y una inclinación orbital de 11,27°. Emplea 1925 días en completar una órbita alrededor del Sol.